# Liubov Popova
Liubov Serguéievna Popova (del ruso: Любо́вь Серге́евна Попо́ва) (6 de mayo de 1889 - 25 de mayo de 1924) fue una pintora rusa asociada a las vanguardias de la época revolucionaria (constructivismo soviético, suprematismo y cubofuturismo).

## Biografía
Liubov nació en Ivánovskoie, gobernación de Moscú, en el seno de la acaudalada familia de Sergei Maximovich Popov, comerciante textil de gran éxito y vigoroso mecenas de las artes, y Lyubov Vasilievna Zubova, que procedía de una familia muy culta. Lyubov Sergeyevna tenía dos hermanos y una hermana: Sergei era el mayor, luego Lyubov, Pavel y Olga. Pavel se convirtió en filósofo y guardián del legado artístico de su hermana.
Popova creció con un gran interés por el arte, especialmente por la pintura renacentista italiana. A los 11 años empezó a recibir clases de arte en casa; primero se matriculó en el Gimnasio Femenino Yaltinskaia y luego en el Gimnasio Arseneva de Moscú. A los 18 estudiaba con Stanislav Zhukovsky y en 1908 entró en los estudios privados de Konstantin Yuon e Ivan Dudin. Entre 1912 y 1913, comenzó a asistir a los estudios de los pintores cubistas Henri Le Fauconnier y Jean Metzinger en la Académie de La Palette de París.

## Trayectoria
Popova viajó mucho para investigar y aprender de diversos estilos pictóricos, pero fueron los antiguos iconos rusos, los cuadros de Giotto y las obras de los pintores italianos de los siglos XV y XVI los que más le interesaron.
En 1909 viajó a Kiev, y en 1910 a Pskov y Nóvgorod. Al año siguiente visitó otras antiguas ciudades rusas, entre ellas San Petersburgo, para estudiar los iconos. En 1912 trabajó en un estudio moscovita conocido como "La Torre" con Ivan Aksenov y Vladímir Tatlin, y también visitó la colección de pintura francesa moderna de Serguéi Shchukin. En 1912-1913 estudió arte con Nadezhda Udaltsova en París, donde conoció a Oleksandr Arjípenko y Ossip Zadkine en 1913. Tras regresar a Rusia ese mismo año, trabajó con Tatlin, Udaltsova y los hermanos Vesnin. En 1914 viajó por Francia e Italia en pleno desarrollo del cubismo y el futurismo.
Popova fue una de las primeras mujeres pioneras del cubofuturismo y, mediante una síntesis de estilos, trabajó en lo que denominó arquitectura pictórica. Tras explorar por primera vez el impresionismo, en 1913, en Composición con figuras, experimentó con el cubofuturismo, un desarrollo particularmente ruso: una fusión de dos influencias iguales procedentes de Francia e Italia.
De 1914 a 1915, su casa de Moscú se convirtió en punto de encuentro de artistas y escritores. En 1914-1916, Popova contribuyó, junto con otros artistas de vanguardia (Aleksandra Ekster, Nadezhda Udaltsova, Olga Rozanova), a las dos exposiciones de la Knave of Diamonds, en el Tranvía V de Petrogrado y en la 0,10 Exposición, La Tienda de Moscú. Un análisis de la obra cubo-futurista de Popova también sugiere una afinidad con la obra de Fernand Léger, cuya geometría de formas tubulares y cónicas en su serie de pinturas de 1913 a 1914 es similar a la de los cuadros de Popova.
Su cuadro El violín, de 1914, sugiere la evolución desde el cubismo hacia la serie "arquitectónica pictórica" de 1916-1918. Esta serie definió su trayectoria artística en la abstracción. La superficie del lienzo es un campo de energía de planos angulares superpuestos y entrecruzados en un estado constante de liberación potencial de energía. Al mismo tiempo, los elementos se mantienen en un conjunto equilibrado y proporcionado, como si enlazaran las composiciones del pasado clásico con el futuro. El color se utiliza como foco icónico; el fuerte color primario del centro une las formas exteriores.
En 1916 se unió al grupo Supremus con Kazimir Malévich, el fundador del suprematismo, Aleksandra Ekster, Ivan Kliun, Nadezhda Udaltsova, Olga Rozanova, Ivan Puni, Nina Genke, Kseniya Boguslavskaya y otros que en aquella época trabajaban en el centro popular de la aldea de Verbovka. La creación de un nuevo tipo de pintura formaba parte del impulso revolucionario de la vanguardia rusa por rehacer el mundo. El término "supremo" hace referencia a un mundo "no objetivo" o abstracto más allá del de la realidad cotidiana. Sin embargo, existía una tensión entre quienes, como Malévich, veían el arte como una búsqueda espiritual, y otros que respondían a la necesidad de que el artista creara un nuevo mundo físico. Popova abrazó ambos ideales, pero finalmente se identificó por completo con los objetivos de la Revolución, trabajando en el diseño de carteles, libros, telas y teatro, así como en la enseñanza. En 0.10 había expuesto una serie de relieves figurativos de cartón pintado en un estilo derivado del cubismo. En 1916 comenzó a pintar composiciones suprematistas completamente abstractas, pero el título "Arquitectónica pictórica" (que dio a muchos de sus cuadros) sugiere que, incluso como suprematista, Popova estaba más interesada en la pintura como proyección de la realidad material que como expresión personal de una realidad metafísica. Los planos superpuestos y el fuerte colorido de Popova tienen la presencia objetiva del espacio y los materiales reales.
Ya en 1917, paralelamente a su obra suprematista, la artista había realizado diseños de telas y trabajado en libros y carteles de Agitprop. En la Décima Exposición Estatal: Creatividad no objetiva y Suprematismo, de 1918, aportó la serie arquitectónica de pinturas. Continuó pintando obras abstractas avanzadas hasta 1921. En la Exposición 5x5=25, de 1921, Popova y sus cuatro compañeros constructivistas declararon que la pintura de caballete debía abandonarse y que todo el trabajo creativo debía estar al servicio del pueblo y de la creación de la nueva sociedad. Popova trabajó en una amplia gama de medios y disciplinas, como pintura, relieve, obras sobre papel y diseños para teatro, textiles y tipografía. Popova no se unió al Grupo de Trabajo de los Constructivistas cuando se creó en Moscú en marzo de 1921, pero lo hizo a finales de ese mismo año. En 1923 comenzó a crear diseños de telas para la Primera Imprenta Textil Estatal de Moscú.
De 1921 a 1924, Popova se implicó por completo en proyectos constructivistas, a veces en colaboración con Varvara Stepánova, el arquitecto Alexander Vesnin y Aleksandr Ródchenko. Realizó escenografías para la producción de Vsévolod Meyerhold de El magnífico cornudo, de Fernand Crommelynck, en 1922; sus "Construcciones de fuerza espacial" se utilizaron como base de su teoría de la enseñanza del arte en Vjutemás. Diseñó la tipografía de libros, arte de producción y textiles, y contribuyó con diseños de vestidos al LEF. Trabajó brevemente en la Fábrica de Estampación de Algodón de Moscú con Varvara Stepánova.

## Muerte
Popova murió en Moscú, en la cima de sus facultades artísticas, el 25 de mayo de 1924, a los 35 años, dos días después del fallecimiento de su hijo, del que había contraído la escarlatina. Del 21 de diciembre de 1924 a enero de 1925 se inauguró en el Instituto Stroganov de Moscú una gran exposición de su obra. La exposición incluía obras de Popova como setenta y siete pinturas, así como libros, carteles, diseños textiles y grabados lineales. "Artista constructora" fue el término que sus contemporáneos aplicaron a Popova en el catálogo de la exposición póstuma de la artista.
Rodchenko/Popova: Defining Constructivism, una exposición de la obra de Popova, Rodchenko y otros constructivistas, se presentó en la Tate Modern de Londres en 2009 y posteriormente en el Museo Reina Sofía de Madrid.

## Galería de imágenes

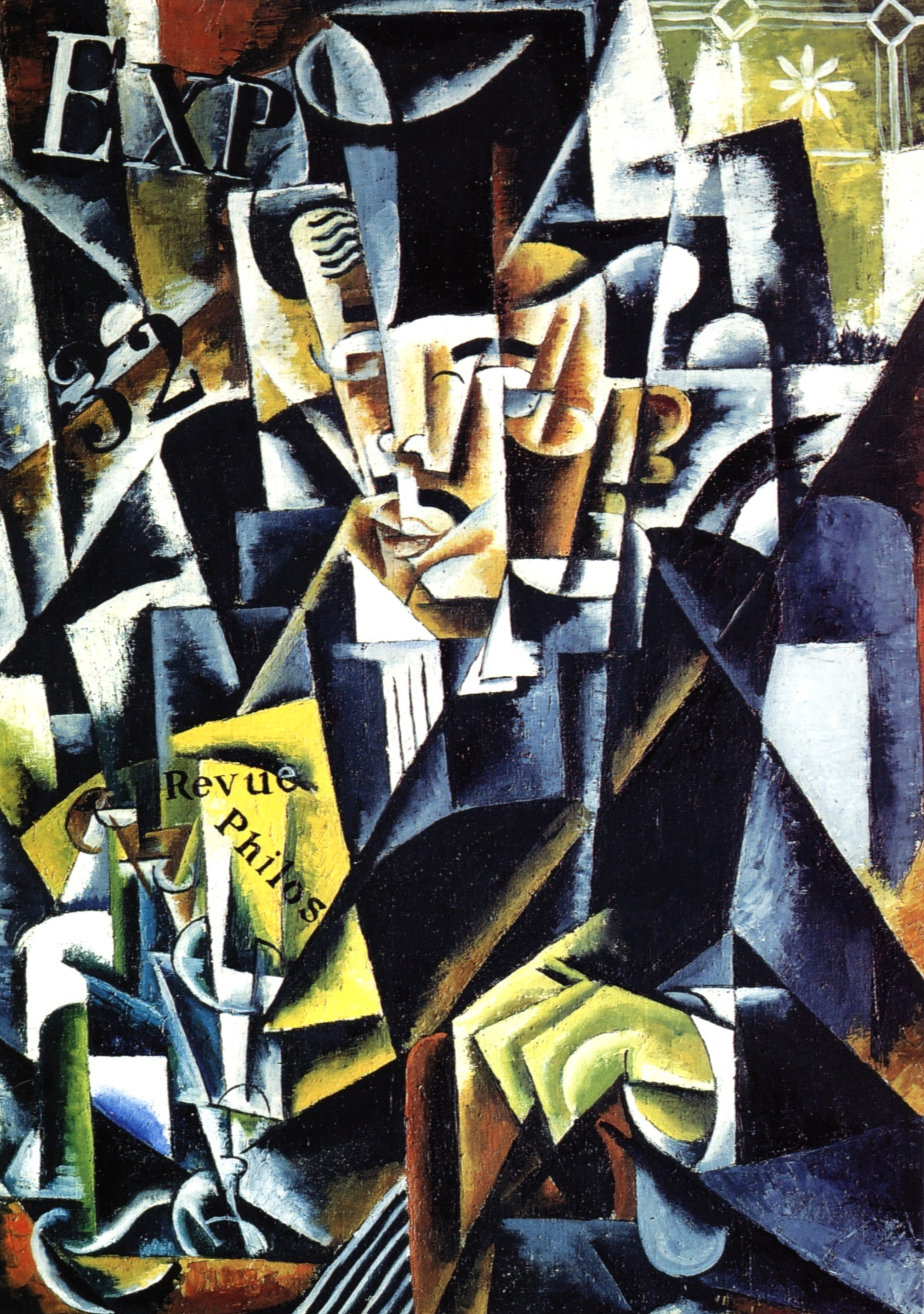
Retrato de filósofo, 1915.
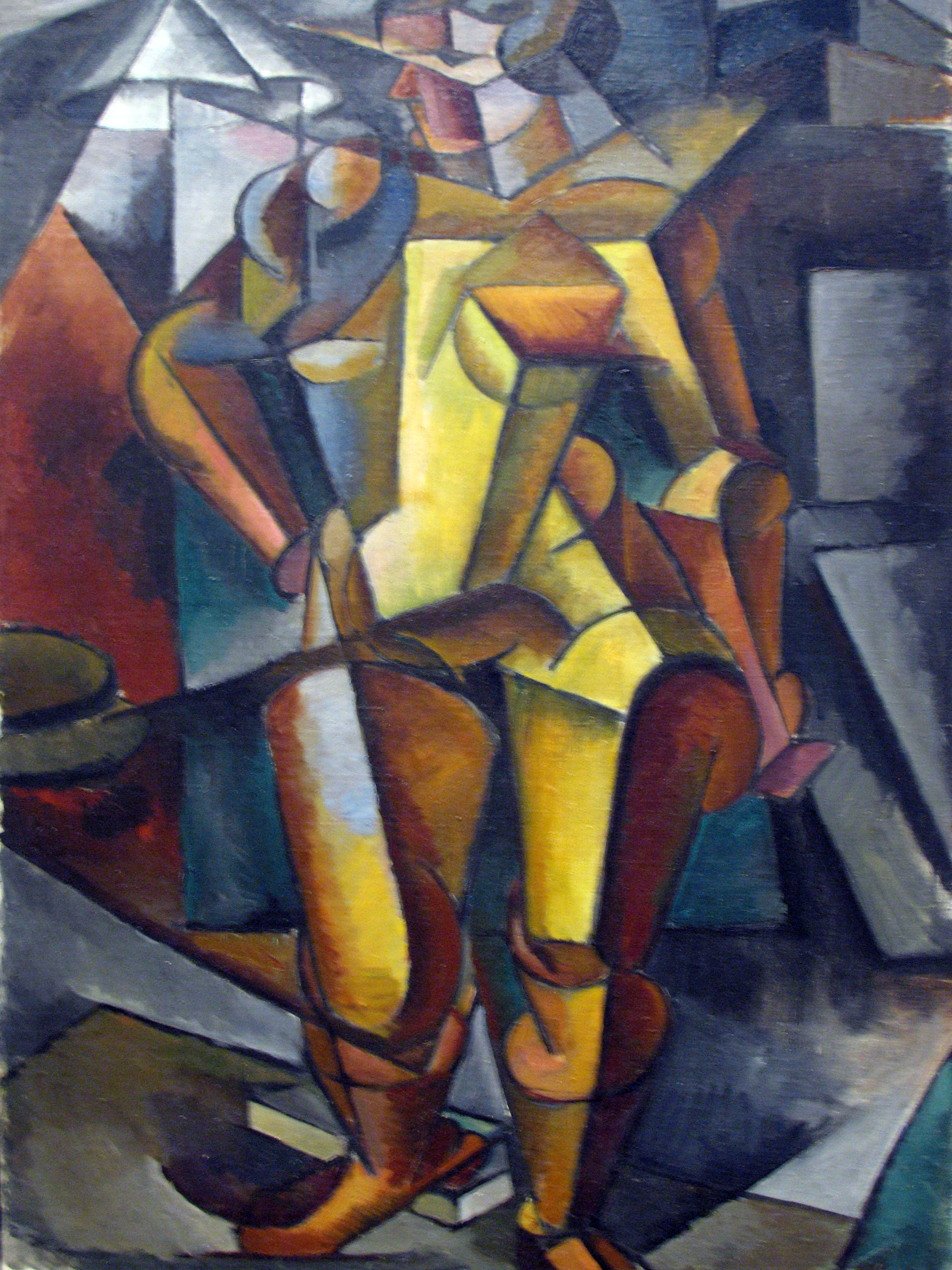
El modelo, 1913.
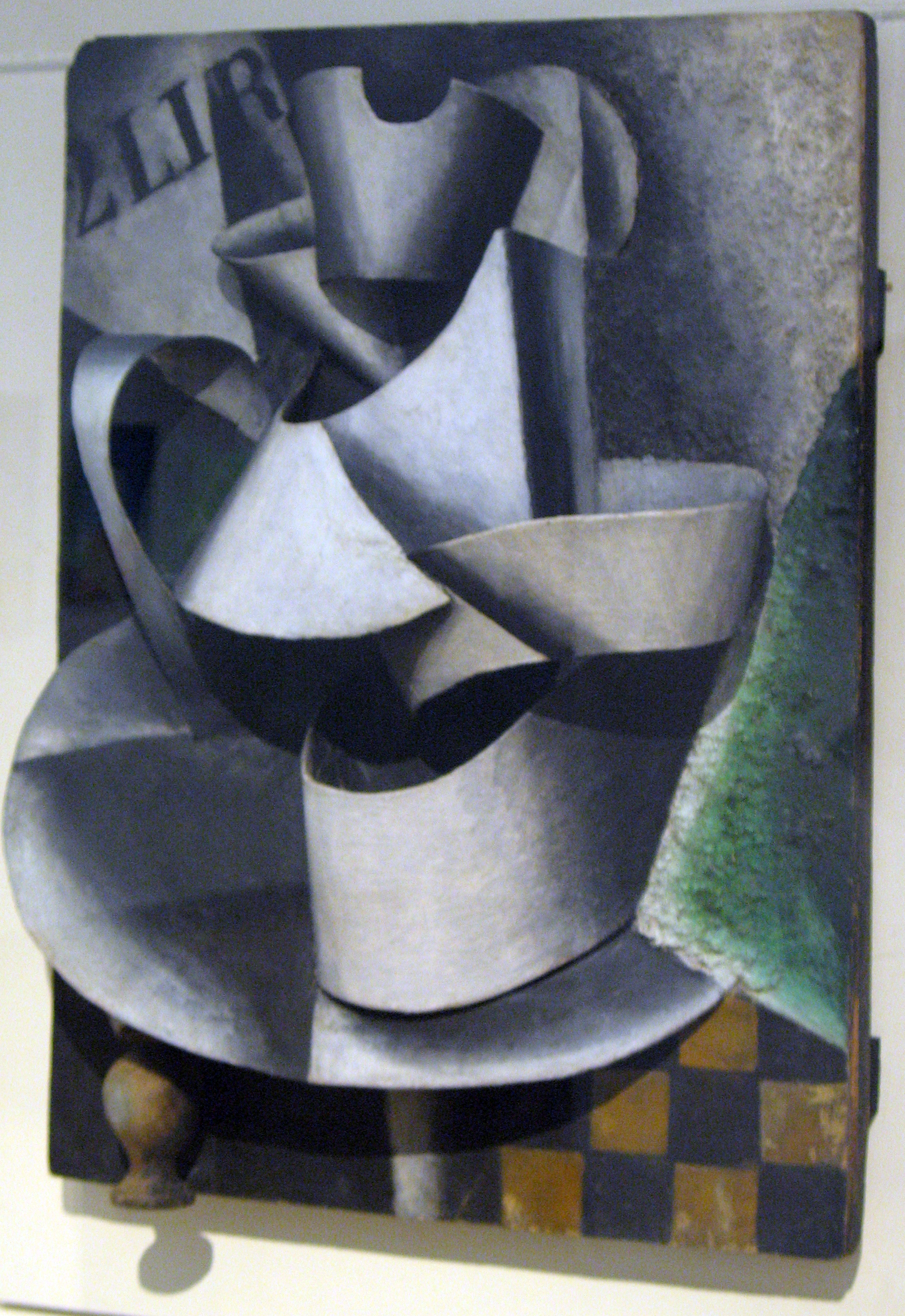
Jarra sobre una mesa, 1915.
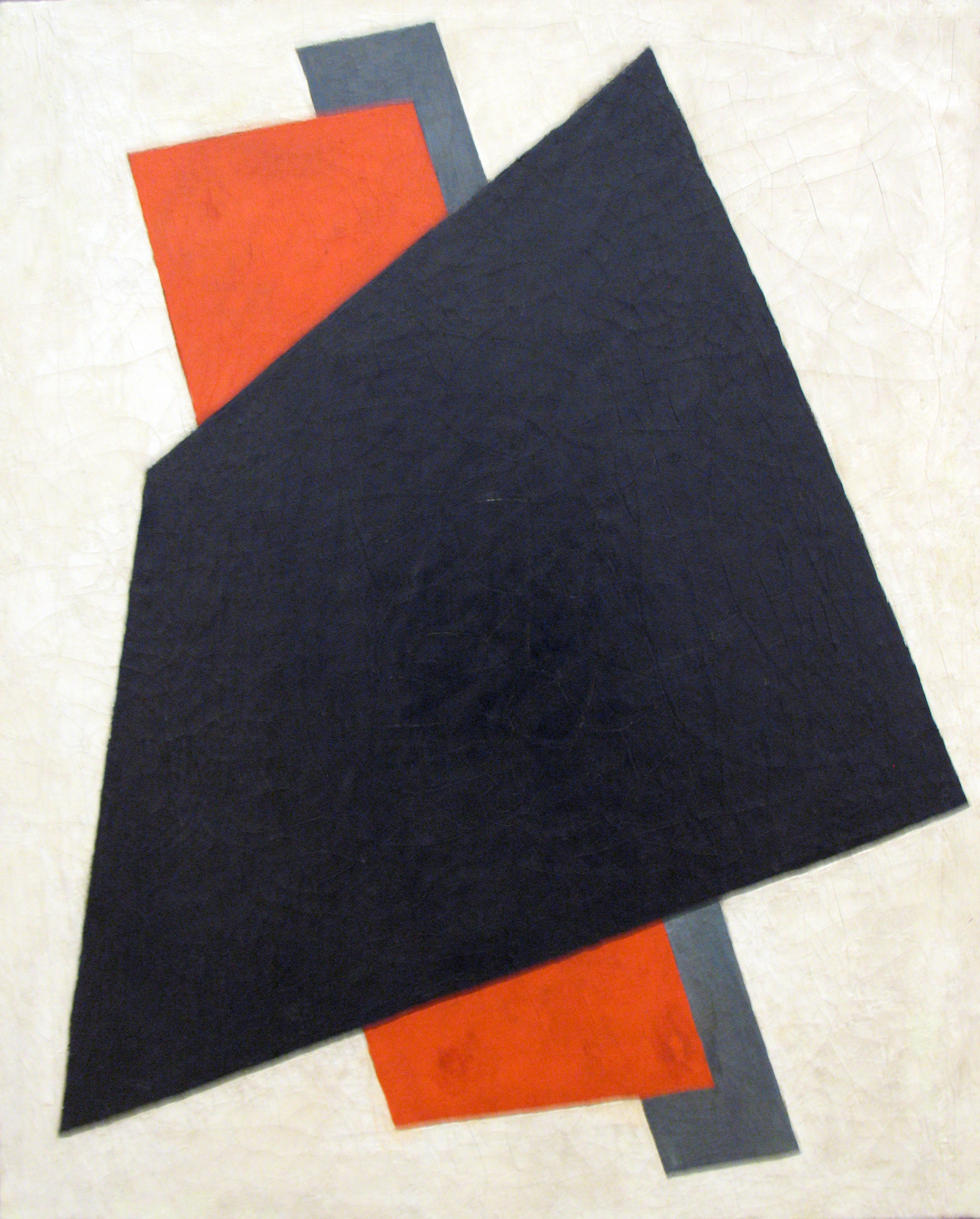
La arquitectura pictórica, 1916.
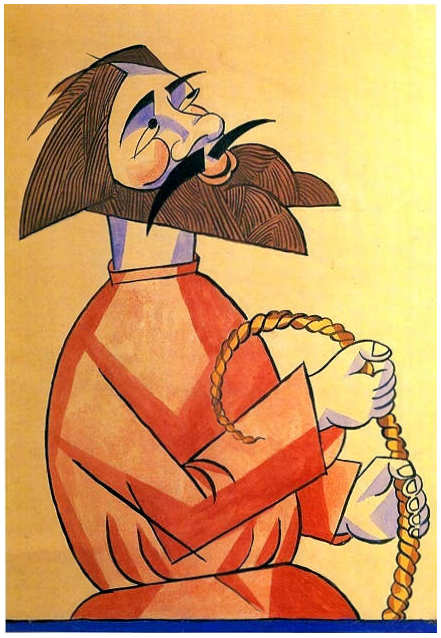
Baldá, 1919 (personaje de un poema de Aleksandr Pushkin).
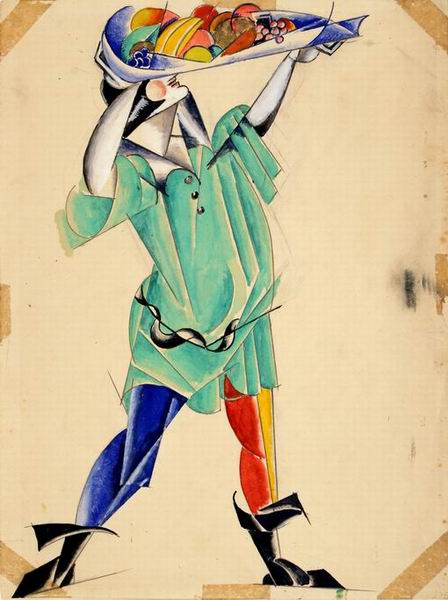
Romeo y Julieta (Ромео и Джульетта), 1920.
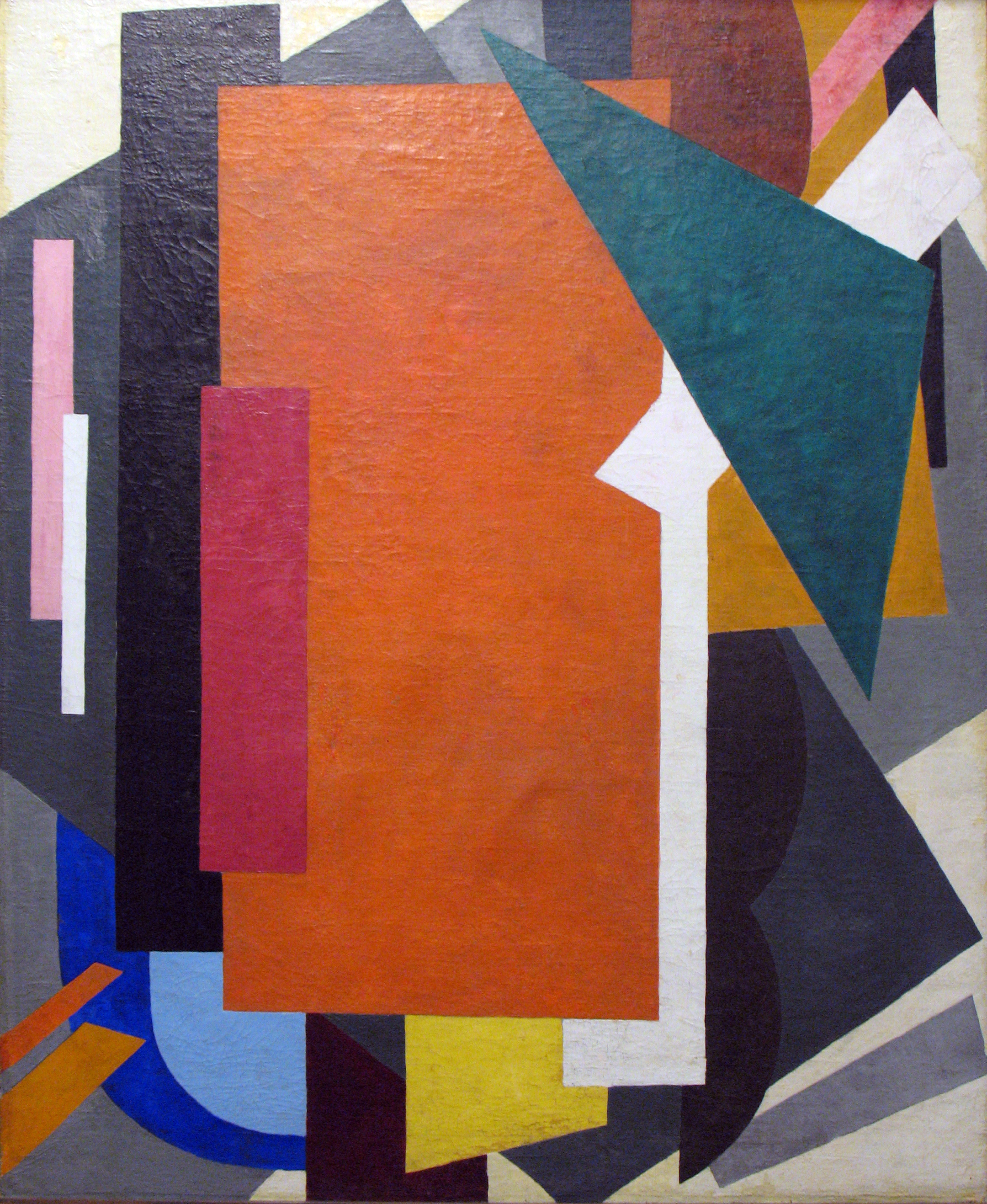
Construcción pintoresca, 1920.
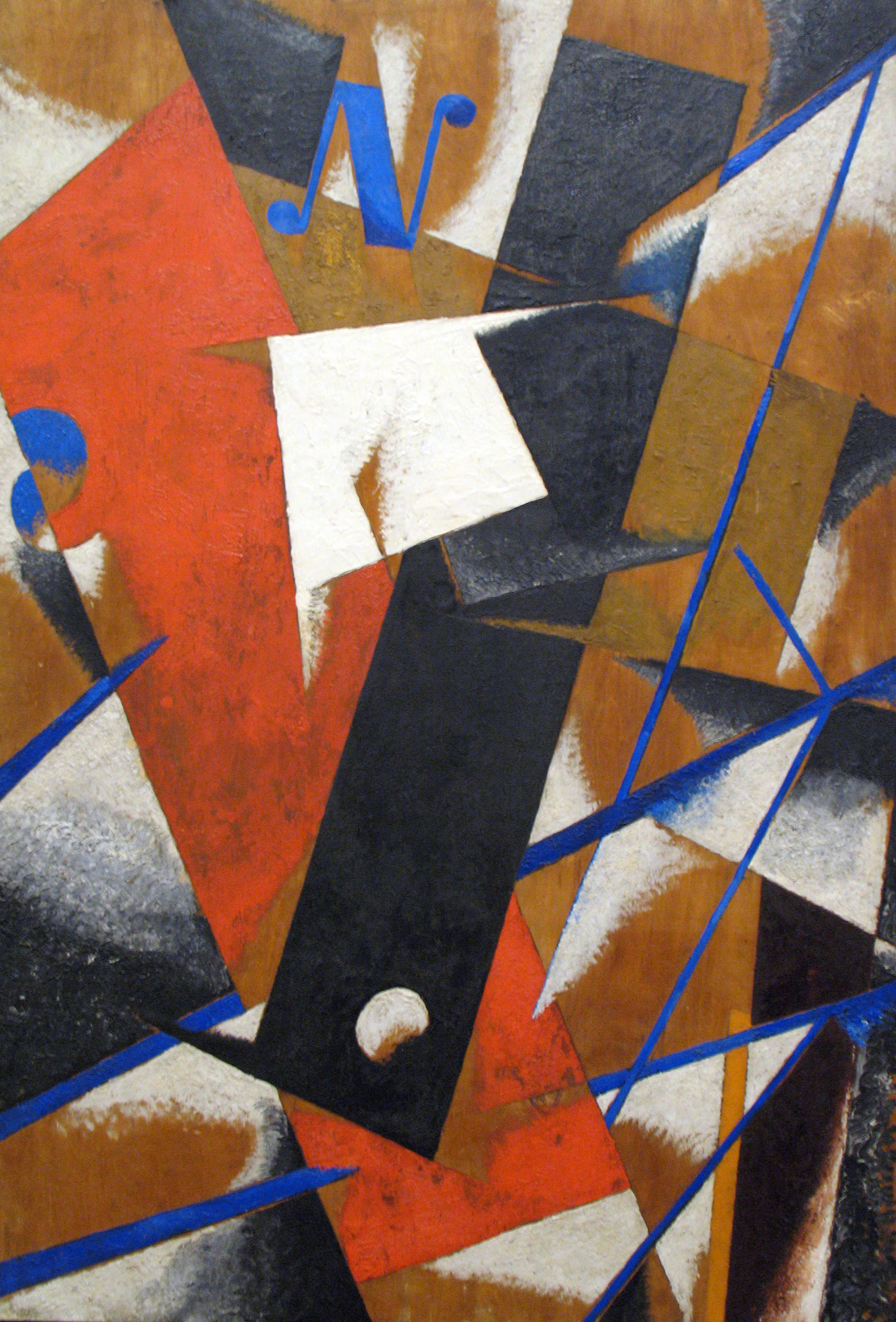
Construcción Espacio-y-Fuerza, 1921.
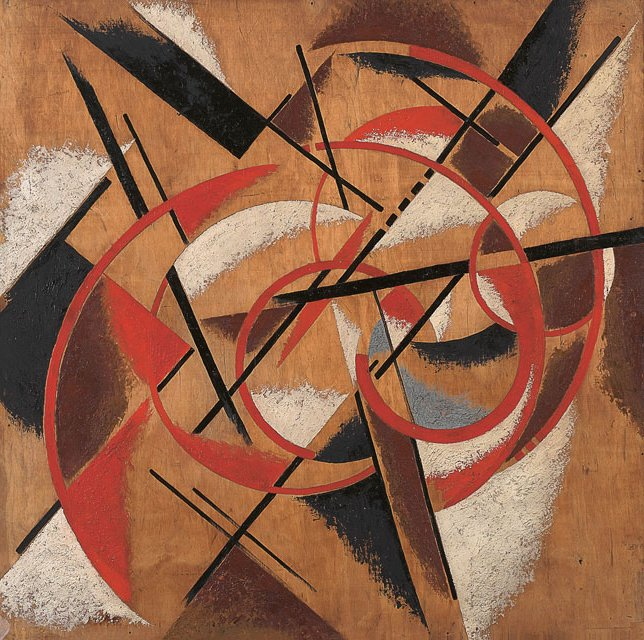
Construcción de fuerza espacial, 1920-21 (mármol y polvo de mármol sobre contrachapado, 1123 x 1125 mm).
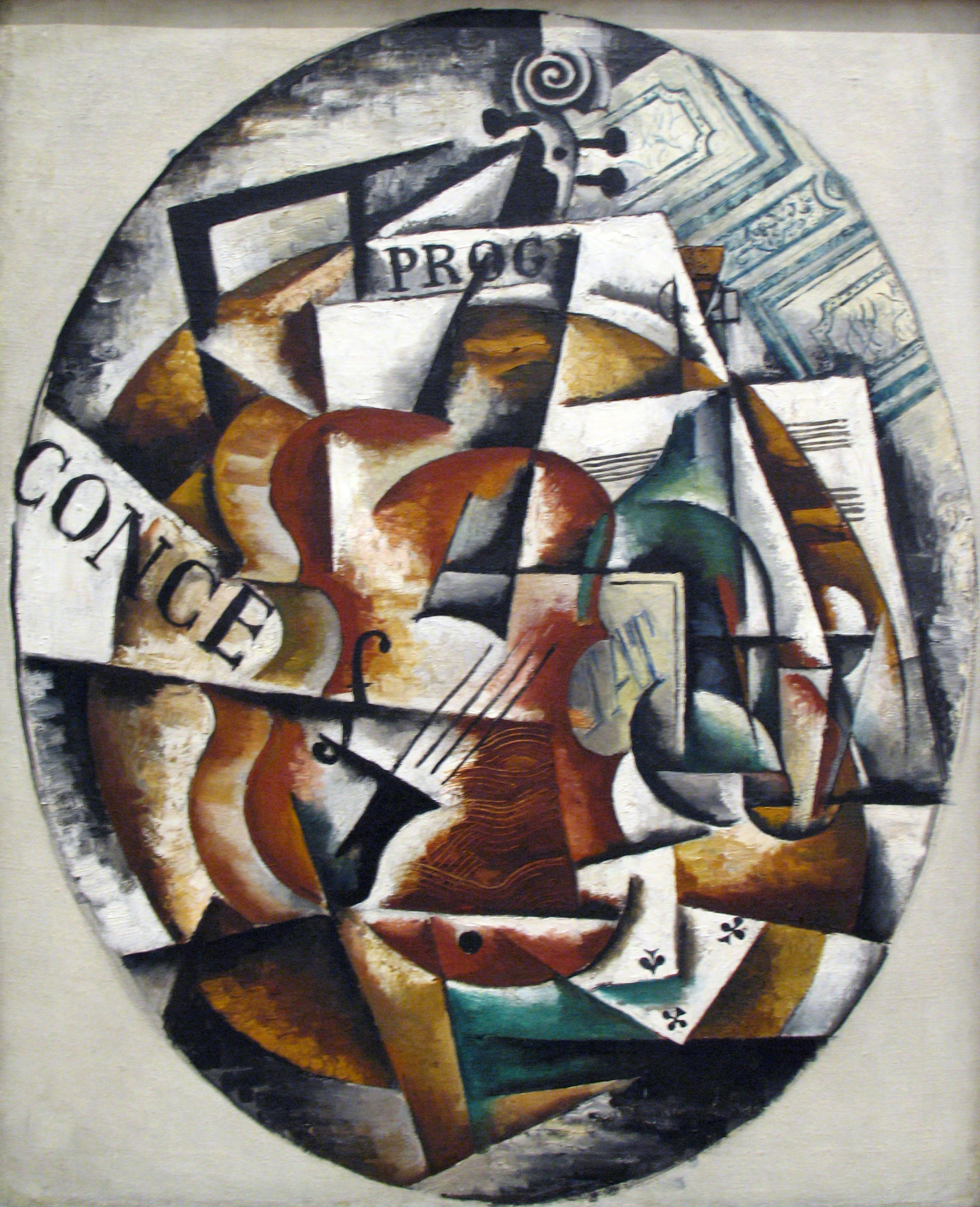
Violín, 1915